# Lideatrick Griffin
Lideatrick Shurmun Griffin (Philadelphia, 23 gennaio 2001) è un giocatore di football americano statunitense che milita nel ruolo di wide receiver e kick returner per i Cleveland Browns della National Football League (NFL). Al college ha giocato per Mississippi State.

## Carriera universitaria
Griffin, originario di Philadelphia nel Mississippi, cominciò a giocare a football nella locale Philadelphia High School, venendo schierato sia in attacco che in difesa. Valutato come un prospetto medio alto (quattro stelle su cinque) per il college football, Griffin ricevette varie offerte di borse di studio da primarie università, come Auburn, Tennessee e Memphis, scegliendo infine di andare a giocare alla Mississippi State University con i Bulldogs impegnati nella Southeastern Conference (SEC) della Divisione I della Football Bowl Subdivision (FBS) della NCAA.
Nella sua prima stagione con i Bulldogs, nel 2020, Griffin mise a tabellino dieci ricezioni per 61 yard e un touchdown, più sette kickoff ritornati per 261 yard. La stagione successiva si migliorò con 26 ricezioni per 269 yard più 15 kick ritornati per 459 yard e un touchdown, segnato alla seconda di campionato con un ritorno di 100 yard. Terminò la stagione 2022 con 42 ricezioni per 502 yard e quattro touchdown, ritornando 19 kick per 613 yard e un touchdown. Per le sue prestazioni fu inserito nel First-Team All-SEC come returner, nonché nel First-Team All-American dalla Football Writers Association of America (FWAA). Nella stagione 2023 Griffin totalizzò 50 ricezioni per 658 yard e quattro touchdown oltre 14 kickoff ritornati per 307 yard.
Chiusa la sua carriera al college con 44 presenze, di cui 24 come titolare, con 126 ricezioni per 1 490 yard e nove touchdown, e con 54 kickoff ritornati per 1 640 yard e due touchdown, il 3 dicembre 2023 Griffin si dichiarò per passare tra i professionisti.

## Carriera

### Las Vegas Raiders
Griffin non fu selezionato nel Draft NFL 2024 e il 27 aprile 2024 firmò da undrafted free agent con i Las Vegas Raiders. Prima dell'avvio della stagione 2024 non rientrò nel roster attivo iniziale dei Raiders e il 27 agosto 2024 fu svincolato.

### Cleveland Browns
Il 29 agosto 2024 Griffin firmò con la squadra di allenamento dei Cleveland Browns.